# 1903年全米選手権 (テニス)
1903年 全米選手権（1903ねんぜんべいせんしゅけん）に関する記事。

## 大会の流れ
- 1881年から1967年まで、全米選手権は各部門が個別の名称を持ち、大会会場も別々のテニスクラブで開かれた。これが他の3つのテニス4大大会と大きく異なる点である。
  - 男子シングルス　名称：全米シングルス選手権（U.S. National Singles Championship）／会場：ロードアイランド州、ニューポート・カジノ　（最初の会場、1914年まで）
  - 男子ダブルス　名称：全米ダブルス選手権（U.S. National Doubles Championship）／会場：ロードアイランド州、ニューポート・カジノ　（最初の会場に戻る。1894年-1914年まで）
  - 女子シングルス　名称：全米女子シングルス選手権（U.S. Women's National Singles Championship）／会場：ペンシルベニア州、フィラデルフィア・クリケット・クラブ　（女子部門競技はすべてこの会場、1887年-1920年まで）
  - 女子ダブルス　名称：全米女子ダブルス選手権（U.S. Women's National Doubles Championship）／会場：フィラデルフィア・クリケット・クラブ　（1889年-1920年まで）
  - 混合ダブルス　名称：全米混合ダブルス選手権（U.S. Mixed Doubles Championship）／会場：フィラデルフィア・クリケット・クラブ　（1892年-1920年まで）
- 男女シングルスでは、「チャレンジ・ラウンド」（Challenge Round, 挑戦者決定戦）と「オールカマーズ・ファイナル」（All-Comers Final）で優勝を決定した。男子シングルスでは第4回大会の1884年から実施されてきたが、女子シングルスは第2回競技の1888年から行われた。
  - 大会前年度優勝者を除く選手は「チャレンジ・ラウンド」に出場し、前年度優勝者への挑戦権を争う。前年度優勝者は、無条件で「オールカマーズ・ファイナル」に出場できる。チャレンジ・ラウンドの勝者と前年度優勝者による「オールカマーズ・ファイナル」で、当年度の選手権優勝者を決定した。
  - 本年度の女子シングルスでは、出場選手は8名のみであった。初期の全米選手権女子部門は、参加選手の多い年と少ない年のばらつきがあったと考えられる。
- 初期の全米選手権のように、外国人出場者が少なかった時期は、地元アメリカ人選手の国籍表示を省略する。

## 大会前年度優勝者
- 男子シングルス：ウィリアム・ラーンド
- 女子シングルス：マリオン・ジョーンズ
- 男子ダブルス： レジナルド・ドハティー＆ ローレンス・ドハティー
- 女子ダブルス：ジュリエット・アトキンソン＆マリオン・ジョーンズ
- 混合ダブルス：ウィリー・グラント＆エリザベス・ムーア

## 男子シングルス

### チャレンジラウンド
準々決勝
- リチャード・カールトン vs. R・C・シーバー　6-3, 6-2, 6-1
- ローレンス・ドハティー vs.  レジナルド・ドハティー　不戦勝
- エドワード・ラーンド vs. ボブ・ハンティントン　6-0, 4-6, 6-0, 6-3
- ウィリアム・クローシャー vs. ハリー・アレン　6-3, 6-1, 6-2

準決勝
- ローレンス・ドハティー vs. リチャード・カールトン　6-2, 6-0, 6-0
- ウィリアム・クローシャー vs. エドワード・ラーンド　6-3, 6-1, 6-2

決勝
- ローレンス・ドハティー vs. ウィリアム・クローシャー　6-3, 6-2, 6-3

### オールカマーズ決勝
- ローレンス・ドハティー vs. ウィリアム・ラーンド　6-0, 6-3, 10-8　（L・ドハティーが本大会の優勝者になる。全米選手権男子シングルスで、最初の外国人優勝者になった）

## 女子シングルス

### チャレンジラウンド
準々決勝
- エリザベス・ムーア vs. ミリアム・ホール　6-1, 6-3
- マージョリー・オーバートイファー vs. ガートルード・フェッターマン　6-2, 6-3
- ヘレン・チャップマン vs. コリーン・モック　6-1, 8-6
- キャリー・ニーリー vs. クララ・チェイス　6-0, 6-1

準決勝
- エリザベス・ムーア vs. マージョリー・オーバートイファー　6-0, 6-0
- キャリー・ニーリー vs. ヘレン・チャップマン　6-0, 6-1

決勝
- エリザベス・ムーア vs. キャリー・ニーリー　6-2, 6-4

### オールカマーズ決勝
- エリザベス・ムーア vs. マリオン・ジョーンズ　7-5, 8-6　（ムーアが本大会の優勝者になる）

## 決勝戦の結果
- 男子シングルス： ローレンス・ドハティー vs. ウィリアム・ラーンド　6-0, 6-3, 10-8　［オールカマーズ決勝］
- 女子シングルス：エリザベス・ムーア vs. マリオン・ジョーンズ　7-5, 8-6　［オールカマーズ決勝］
- 男子ダブルス： レジナルド・ドハティー＆ ローレンス・ドハティー vs. クレイ・コリンズ＆ハリー・ウェイドナー　7-5, 6-3, 6-3
- 女子ダブルス：エリザベス・ムーア＆キャリー・ニーリー vs. マリオン・ジョーンズ＆ミリアム・ホール　4-6, 6-1, 6-1
- 混合ダブルス：ハリー・アレン＆ヘレン・チャップマン vs. W・H・ローランド＆キャリー・ニーリー　6-4, 7-5